# Kiyoshi Itō
Kiyoshi Itō (伊藤 清 Itō Kiyoshi) (født 7. september 1915, død 10. november 2008) var en japansk matematiker, der er mest kendt for at udvikle Itō calculus, hvor hovedresultatet er kendt som Itō's lemma. Itō calculus'en modellerer en matematisk forståelse af stokastiske processer. Resultaterne af Itō's arbejde anvendes bredt i forskellige videnskabelige sammenhænge, men er mest kendt for sin anvendelighed i finansierings matematik.

## Biografi
Itō blev født i Hokusei. Efter at have gennemført gymnasiet studerede han matematik på Imperial University Tokyo, hvorfra han dimitterede i en alder af 23. I 1945 fik han sin Ph.d.-grad. Herefter blev han professor på University of Kyoto, hvor han arbejdede indtil han gik på pension i 1979. 
Udover sit arbejde i hjemlandet Japan havde han et professorat på Aarhus Universitet fra 1966 til 1969 og på Cornell University fra 1969 til 1975.
Itō døde den 10. november 2008 i en alder af 93 år.